# Hedvig Hamilton
Hedvig Eleonora Hamilton, född 9 december 1870 i Lund, död 11 december 1949 i Stockholm, var en svensk konstnär. Hon var dotter till Gustaf Hamilton.
Hedvig Hamilton målade porträtt, självporträtt, och landskap med stockholmsmotiv i olja och akvarell. Hon studerade vid Tegne- og Kunstindustriskolen for Kvinder i Köpenhamn samt privat i Stockholm för Richard Bergh och vidare i Paris och München. Hedvig Hamilton är begravd på Djursholms begravningsplats.